# Kimura Hisashi

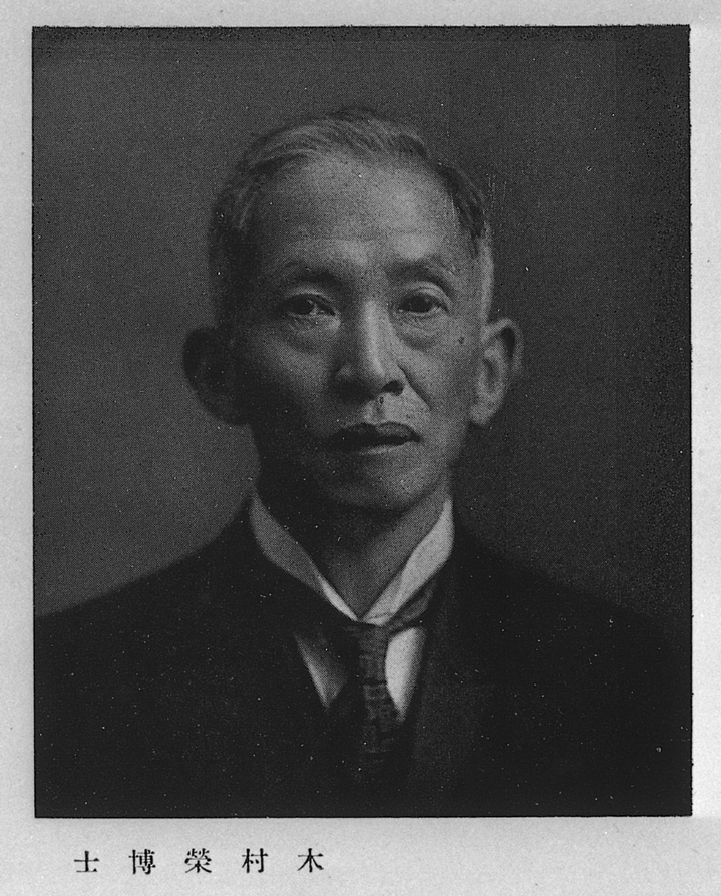
Kimura Hisashi

Kimura Hisashi (japanisch 木村 栄; * 4. Oktober 1870 in Kanazawa; † 26. September 1943 in Setagaya) war ein japanischer Astronom und Geodät.

## Leben
Hisashi Kimura studierte Astronomie unter Terao Hisashi und Geophysik unter Tanakadate Aikitsu an der Kaiserlichen Universität Tokio. Anschließend untersuchte er für die „Forschungsgruppe Erdbebenprävention“ (Shinsai Yobō Chōsakai) den Zusammenhang zwischen dem Auftreten von Erdbeben und der Veränderung der Astronomischen Breite auf Grund der Polbewegung, d. h. der 1891 von dem US-amerikanischen Astronomen Seth Carlo Chandler entdeckten periodischen Kreisbewegung der Erdrotationsachse in Bezug auf ein erdfestes Koordinatensystem (Chandler wobble). 1898 nahm er in Potsdam an einer internationalen Kooperation zur genauen Bestimmung dieser Veränderungen teil, was darin resultierte, dass er 1899 zum ersten Direktor des International Latitude Observatory in Mizusawa ernannt wurde, wobei er diesen Posten bis 1941 innehatte. 1902 wies er eine von der Polbewegung unabhängige jährliche Polhöhenvariation nach und führte einen z-Glied genannten Term zur Beschreibung der Polbewegung ein, das ebenfalls Kimura-Glied genannt wird.

## Auszeichnungen
1911 erhielt für seine Entdeckung den erstmals ausgelobten Kaiserlichen Preis der Japanischen Akademie der Wissenschaften, 1936 die Goldmedaille der Royal Astronomical Society und den Asahi-Kulturpreis und gehörte 1937 zu den ersten Trägern des japanischen Kulturordens.
Der Mondkrater Kimura und der Asteroid (6233) Kimura wurden nach ihm benannt.